# Ola Herje Hovdenak
Ola Herje Hovdenak (* 19. März 1973) ist ein norwegischer Skibergsteiger.

## Erfolge (Auswahl)
- 2007: 8. Platz bei der Europameisterschaft im Skibergsteigen 2007 Staffel mit Ola Berger, Martin Bartnes und Ove-Erik Tronvoll

- 2008:
  - 7. Platz bei der Weltmeisterschaft Skibergsteigen Staffel mit Ola Berger, Ove-Erik Tronvoll und Ole-Jakob Sande
  - 9. Platz bei der Weltmeisterschaft Skibergsteigen mit Ola Berger